# Element dels vasos

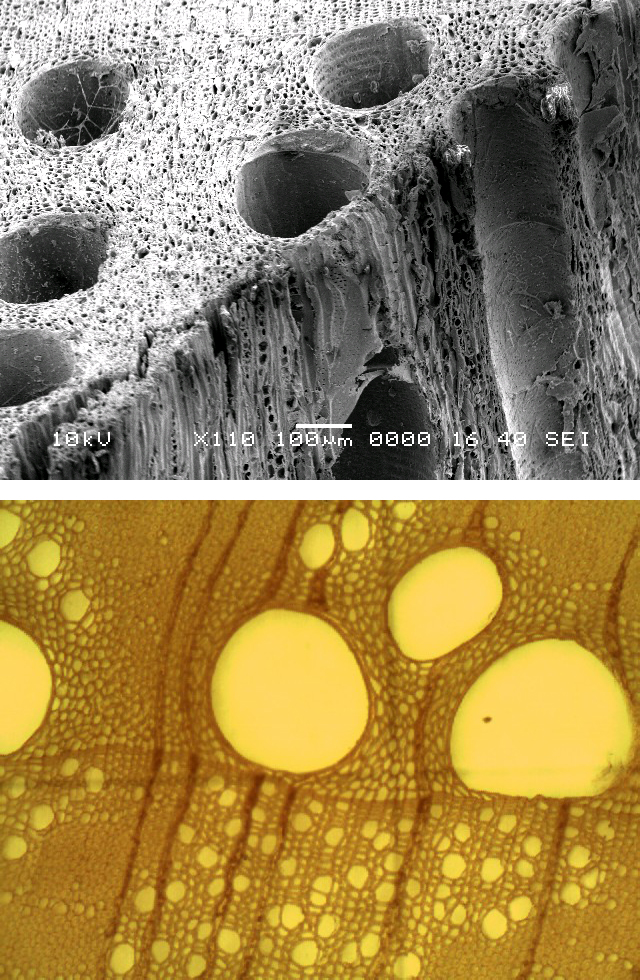
Imatge de SEM (superior) i de TEM (inferior) d'elements dels vasos a Quercus.

Un element dels vasos o tràquea és un dels elements traquearis del xilema de les angiospermes, per on circulen l'aigua i les sals minerals. Són absents en les gimnospermes com les coníferes. El conjunt d'elements dels vasos formen el vas.
Els elements dels vasos es disposen un rere l'altre longitudinalment i quan són madurs, les parets dels extrems presenten unes obertures anomenades plaques de perforació que poden ser de diferent naturalesa (simples, reticulades o foraminades).
La presència de tràquees en el xilema s'ha considerat com una de les innovacions clau que han portat a l'èxit les angiospermes. Hi ha, però, absència de tràquees en algunes angiospermes basals i, en canvi, les gnetals han desenvolupat tràquees semblant a les de les angiospermes. S'han trobat estructures semblants en el xilema de plantes com Equisetum, Selaginella, Pteridium aquilinum, Marsilea i Regnellidium i en el curiós grup fòssil de les Gigantopteridales, la qual cosa fa pensar que poden haver aparegut més d'un cop.